# Hilfsnorm
Eine Hilfsnorm ist eine Gesetzesbestimmung ohne eigene Rechtsfolge. Sie definiert, ergänzt oder erläutert nur eine andere Gesetzesbestimmung. So bestimmt etwa § 90 BGB, was unter einer „Sache“ zu verstehen ist, und § 90a BGB, dass Tiere keine Sachen sind. 
Gesetzestechnisch lassen sich Normen in Anspruchsgrundlagen, Einreden und Hilfsnormen einteilen.
Es gibt verschiedene Formen von Hilfsnormen. Diese sind „weithin untereinander austauschbar“. Anzuführen sind insbesondere: 
- Legaldefinitionen
- (gesetzliche) Verweisungen
- (gesetzliche) Fiktionen
- (gesetzliche) Vermutungen.

Entspricht die Aufgabe der unwiderleglichen gesetzlichen Vermutung der Fiktion, so ist Aufgabe der widerleglichen Vermutung eine bloße Beweislastverteilung.